# منتخب ماليزيا لكرة اليد
منتخب ماليزيا لكرة اليد هو ممثل ماليزيا الرسمي في المنافسات الدولية في كرة اليد
.